# فيليسيا أنجيل
فيليسيا أنجيل (بالإنجليزية: Felecia Angelle)‏ ولدت في 27 من يوليو سنة 1986 في مدينة لافاييت، ولاية لويزيانا، الولايات المتحدة. هي ممثلة صوت أمريكية ومديرة الدبلجة التابعة لـ فنميشن. قدمت أصواتًا عديدة من إصدارات اللغة الإنجليزية لأفلام ومسلسلات الرسوم المتحركة اليابانية.

## روابط خارجية
- فيليسيا أنجيل على موقع IMDb (الإنجليزية)
- فيليسيا أنجيل على موقع كينوبويسك (الروسية)
- فيليسيا أنجيل على موقع ANN person (الإنجليزية)